# オクラホマシティ・コメッツ
オクラホマシティ・コメッツ（Oklahoma City Comets）は、アメリカ合衆国オクラホマ州オクラホマシティに本拠地をおくマイナーリーグの野球チーム。メジャーリーグのロサンゼルス・ドジャース傘下AAA級チームで、パシフィックコーストリーグに所属している。本拠地球場はチカソー・ブリックタウン・ボールパーク。
1962年のチーム創設から1997年までは「オクラホマシティ・89ers」というチーム名だった。その後「オクラホマ・レッドホークス」となり、2009年から「シティ」を加え「オクラホマシティ・レッドホークス」となった。2015年にロサンゼルス・ドジャースが球団を買収したため、「オクラホマシティ・ドジャース」に変更した。2024年は暫定的に「オクラホマシティ・ベースボールクラブ」と名乗り、2025年から現名称となった。
2008年に前田幸長、2009年に福盛和男が在籍した。

## 歴史
1962年、ヒューストン・コルト・45's（フォーティーファイブス）、のちのヒューストン・アストロズの傘下AAAチームとして「オクラホマシティ・89ers（エイティナイナーズ）」創設。
1973年、クリーブランド・インディアンスと提携。
1976年、フィラデルフィア・フィリーズと提携。
1983年、テキサス・レンジャースと提携。
1998年、「オクラホマ・レッドホークス」に改名、本拠地もオールスポーツ・スタジアムからサウスウエスタン・ベル・ブリックスタジアム（現・チカソー・ブリックタウン・スタジアム）に移転。
2009年、「オクラホマシティ・レッドホークス」に改名。
2010年9月20日に再びアストロズと提携することが決まった。
2012年9月11日にアストロズとの契約を2014年まで延長した。
2014年9月18日にロサンゼルス・ドジャースがマンダレー・ベースボールから球団を買収した。12月3日に球団名を「オクラホマシティ・ドジャース」に変更することが発表された。
2023年12月、チームのブランド・アイデンティティを再構築するため、翌2024年の1シーズン限定で「オクラホマシティ・ベースボールクラブ」のチーム名で活動することを発表した。
2024年10月26日、翌2025年からチーム名を「オクラホマシティ・コメッツ」に変更することを発表した。「コメット（Comet）」は、地元出身であるミッキー・マントルのニックネーム「コマース・コメット（the Commerce Comet）」にちなむ。

## 選手名鑑

### 現役選手
| 投手 - 97 イェンシー・アルモンテ (Yency Almonte) - 70 ボー・バローズ (Beau Burrows) - -- ダコタ・チャルマーズ (Dakota Chalmers) - 9 エドワード・クエロ (Edward Cuello) - 58 ジョン・デュプランティアー (Jon Duplantier) - 60 ロビー・アーリン (Robbie Erlin) - 56 カーソン・フルマー (Carson Fulmer) - 46 サム・ガビグリオ (Sam Gaviglio) - 44 マーシャル・カソウスキー (Marshall Kasowski) - 14 ライアン・モーズリー (Ryan Moseley) - 20 ライアン・ペピオ (Ryan Pepiot) - 67 イェフリー・ラミレス (Yefry Ramirez) - 28 ローガン・サロウ (Logan Salow) - 37 ボビー・ウォール (Bobby Wahl) - 98 マイク・ライト (Mike Wright) - 87 ダニエル・ザモラ (Daniel Zamola) | 投手 - 97 イェンシー・アルモンテ (Yency Almonte) - 70 ボー・バローズ (Beau Burrows) - -- ダコタ・チャルマーズ (Dakota Chalmers) - 9 エドワード・クエロ (Edward Cuello) - 58 ジョン・デュプランティアー (Jon Duplantier) - 60 ロビー・アーリン (Robbie Erlin) - 56 カーソン・フルマー (Carson Fulmer) - 46 サム・ガビグリオ (Sam Gaviglio) - 44 マーシャル・カソウスキー (Marshall Kasowski) - 14 ライアン・モーズリー (Ryan Moseley) - 20 ライアン・ペピオ (Ryan Pepiot) - 67 イェフリー・ラミレス (Yefry Ramirez) - 28 ローガン・サロウ (Logan Salow) - 37 ボビー・ウォール (Bobby Wahl) - 98 マイク・ライト (Mike Wright) - 87 ダニエル・ザモラ (Daniel Zamola) | 捕手 - -- ハムレット・マルテ (Hamlet Marte) - -- ケカイ・リオス (Kekai Rios) - 12 トニー・ウォルターズ (Tony Wolters) - -- フアン・ザバラ (Juan Zabala) 内野手 - 68 エディ・アルバレス (Eddy Alvarez) - 76 ジェイコブ・アマヤ (Jacob Amaya) - 29 アンディ・バーンズ (Andy Burns) - 4 オマー・エステベス (Omar Estevez) - 83 エディズ・レナード(Eddys Leonard) - 80 ジョービット・ビヴァス (Jorbit Vivas) 外野手 - 3 ドリュー・エバンス (Drew Avans) - 57 ジェイソン・マーティン (Jason Martin) - 77 ジェームズ・アウトマン (James Outman) - 92 ステフェン・ロメロ (Stefen Romero) | 捕手 - -- ハムレット・マルテ (Hamlet Marte) - -- ケカイ・リオス (Kekai Rios) - 12 トニー・ウォルターズ (Tony Wolters) - -- フアン・ザバラ (Juan Zabala) 内野手 - 68 エディ・アルバレス (Eddy Alvarez) - 76 ジェイコブ・アマヤ (Jacob Amaya) - 29 アンディ・バーンズ (Andy Burns) - 4 オマー・エステベス (Omar Estevez) - 83 エディズ・レナード(Eddys Leonard) - 80 ジョービット・ビヴァス (Jorbit Vivas) 外野手 - 3 ドリュー・エバンス (Drew Avans) - 57 ジェイソン・マーティン (Jason Martin) - 77 ジェームズ・アウトマン (James Outman) - 92 ステフェン・ロメロ (Stefen Romero) |
| * 40人ロースター ** DL入り 2022年3月19日更新 [公式サイト(英語)より：ロースター 選手の移籍・故障情報] | | | |

### 主な過去の所属選手
- ジョン・ワズディン
- キャメロン・ロー
- エディンソン・ボルケス
- エステバン・ヘルマン
- ジェイソン・ボッツ
- イアン・キンズラー
- ジャロッド・サルタラマッキア
- 前田幸長
- 福盛和男
- セルジオ・エスカローナ
- ライナー・クルーズ
- ダラス・カイケル
- ポール・クレメンス
- ブレット・オーバーホルツァー
- ロビー・グロスマン
- マーク・クラウス
- 筒香嘉智